# Northern Ireland Statistics and Research Agency
La Northern Ireland Statistics and Research Agency (NISRA, Agenzia per le statistiche e la ricerca dell'Irlanda del Nord, in irlandese: Gníomhaireacht Thuaisceart Éireann um Staitisticí agus Taighde) è un'agenzia esecutiva all'interno del Dipartimento delle finanze dell'Irlanda del Nord. L'organizzazione è responsabile della raccolta e pubblicazione delle statistiche relative all'economia, alla popolazione e alla società dell'Irlanda del Nord. È responsabile della conduzione del censimento decennale, con l'ultimo censimento in Irlanda del Nord tenutosi il 27 marzo 2011, e incorpora il General Register Office  (GRO) per l'Irlanda del Nord che è responsabile della registrazione di nascite, matrimoni, unioni civili e decessi.